# Imidazol
Imidazol je organska spojina s formulo C3N2H4. Je bela ali brezbarvna vodotopna trdnina, ki daje rahlo alkalno raztopino. V kemiji je aromatski heterocikel, ki spada med diazole in ima nesosednja dušikova atoma.
Veliko naravnih spojin, še posebej alkaloidi, vsebujejo imidazolni obroč. Ti imidazoli imajo skupni 1,3-C3N2 obroč, ampak z različnimi substituenti. Ta obročni sistem je prisoten v pomembnih bioloških gradnikih, kot so histidin in sorodni hormon histamin. Veliko zdravil vsebuje imidazolni obroč, kot na primer nekateri antimikotiki, nitroimidazolni antibiotiki in pomirjevalo midazolam.
Ko se imidazol kondenzira s pirimidinskim obročem, nastane purin, ki je najpogosteje pojavljajoči dušik vsebujoči heterocikel v naravi.
Ime "imidazol" je leta 1887 skoval nemški kemik Arthur Rudolf Hantzsch (1857–1935).